# Butler (Pennsylvanie)
Pour les articles homonymes, voir Butler.
La ville de Butler est le siège du comté de Butler, situé dans le Commonwealth de Pennsylvanie, aux États-Unis. Sa population s’élevait à 13 502 habitants lors du recensement de 2020.
Le 13 juillet 2024, lors d'un rassemblement politique dans le cadre de la campagne présidentielle de 2024 au Butler Farm Show Grounds, l'ancien président Donald Trump est blessé lors d'une tentative d'assassinat. Il est transporté à l'hôpital Butler Memorial et y est soigné.